# ديمقراطية امتلاك الملكية
ديمقراطية امتلاك الملكية هي نظام اجتماعي تسمح بموجبه مؤسسات الدولة بتوزيع عادل للملكية الإنتاجية بين السكان عمومًا، بدلًا من السماح بتشكل الاحتكارات وهيمنتها. يهدف ذلك إلى ضمان حصول جميع الأفراد على فرص عادلة ومتكافئة للمشاركة في السوق. ويُعتقد أن هذا النظام ضروري لكسر قيود رأسمالية دولة الرفاهية وإظهار تعاون المواطنين، الذين يتمتع كل منهم بنفوذ سياسي وإمكانيات تقدم اقتصادي متكافئة. عمم جون رولز هذا الشكل من التنظيم المجتمعي، باعتباره البنية الأكثر فاعلية من أصل أربعة أنظمة منافسة أخرى هي: رأسمالية عدم التدخل، ورأسمالية دولة الرفاهية، واشتراكية الدولة ذات الاقتصاد الموجِه والاشتراكية الليبرالية. تُعد فكرة ديمقراطية امتلاك الملكية غريبة نوعًا ما في الفلسفة السياسية الغربية، رغم ظهور قضايا نزع حق الاقتراع السياسي بالتزامن مع التفاوت المتسارع في الثروة وملكية رأس المال على مدى العقود الأربعة الماضية.

## الوصف والأسس النظرية
وصف رولز «ديمقراطية امتلاك الملكية» بأنها نظام اجتماعي يطمح إلى توزيع امتلاك الملكية على نطاق واسع بين جميع السكان، بحيث يتعاون المواطنون في إطار علاقات متكافئة وحرة. يعتمد هذا النموذج على فرضية ضرورة امتلاك الأفراد موارد إنتاجية لتمكين المشاركة المجتمعية العادلة والنفوذ السياسي المتساوي. فبينما يمنح الفكر الليبرالي التقليدي الأفراد الاستقلال الذاتي لاتخاذ قرارات عقلانية لتعظيم الذات تخدم مصالحهم الخاصة، يزعم مفهوم ديمقراطية امتلاك الملكية، على النقيض من ذلك، أن المواطنين لا يستطيعون اتخاذ قرارات سياسية بحرية بسبب التأثير غير المبرر لعدم المساواة في الثروة. وقد عرّف رولز ذلك في كتابه العدالة كإنصاف: إعادة صياغة:
يمكن أن يقلل التفاوت في ملكية الثروة والدخل والملكية والسيطرة عليهم من القيمة العادلة للحريات الأساسية.
لا يدين هذا النظام الاعتماد على الأسواق لتحديد الطلب والأسعار العادلة، لكنه يؤكد أن الملكية الخاصة للوسائل الإنتاجية قد تبطل تكافؤ الفرص العادل. إذ يزداد النفوذ السياسي للطبقات الغنية مع زيادة مستويات تفاوت الثروة. وبالمثل، يقارن رولز بين ديمقراطية امتلاك الملكية وأشكال الحكم الاشتراكية، التي يُعتقد أنها تتجاهل الحريات الفردية الأساسية بطريقة تتعارض مع القيم الديمقراطية. وتحظى ديمقراطية امتلاك الملكية بقبول المنظرين المحافظين والليبراليين، رغم وصفها بأنها معارضة لهذه الأنظمة.

### العناصر الأساسية
تعزز ديمقراطيات امتلاك الملكية سلطة المؤسسات في تنفيذ السياسات والضرائب التي تنظم الميراث وحيازة الملكية الخاصة، لتوزيع الثروة ورأس المال بين السكان. تخلق الملكية المركزة لوسائل الإنتاج بشكل شبه احتكاري وضعًا يتوجب على العمال فيه الاعتماد على أرباب عملهم للحصول على الأجور في إطار علاقة غير متكافئة في القدرة التفاوضية، ما يؤدي إلى تراكم الثروة بشكل متزايد في الخُمس الأعلى من المجتمع. تكمن المشكلة عندئذ في كون المرشحين المنتخبين للمناصب العامة عمومًا هم المرشحون الذين تدعمهم النخب الاقتصادية، عن طريق تقديم تبرعات فردية وهبات من الشركات لازمة للقيام بحملات سياسية ناجحة. ويتبين لاحقًا أن السياسيين يضعون تشريعات وسياسات تخدم مصالح المانحين الذين يعتمدون عليهم في الانتخاب، على مصالح عامة الجمهور. ويتفاقم هذا الأمر بسبب تأثير جماعات الضغط وجماعات المصالح الممولة وتركز ملكية وسائل الإعلام. تتجلى هذه الممارسات في دراسة جامعة برينستون التي تناولت فساد الثروة في السياسة، والتي وجدت ما يلي:
يبدو أن تفضيلات المواطن الأمريكي العادي لها تأثير ضئيل، قريب من الصفر، غير مهم إحصائيًا على السياسة العامة.
ومن هذا المنظور، تعمل الملكية المركزة للممتلكات على التقليل من القيم الديمقراطية. لذا، يسعى مفهوم ديمقراطية امتلاك الملكية على عكس هذا الفساد في السلطة السياسية عن طريق إعادة توزيع الملكية الإنتاجية على نسبة أكبر من المجتمع، وبالتالي تسهيل توزيع أكثر مساواة للنفوذ السياسي.
وبالتالي، قد يتضمن تطبيق ديمقراطية امتلاك الملكية بشكل مرضٍ آليات مؤسساتية تسعى إلى نشر رأس المال والثروة والموارد الإنتاجية. ويصاحب ذلك مجموعة من مخططات التنمية الاجتماعية التي تضمن لجميع الأفراد قدرة متساوية على تحقيق النجاح الاقتصادي والنفوذ السياسي. وقد يشمل تنمية رأس المال البشري عن طريق التعليم الممول من القطاع العام، والرعاية الصحية المجانية، والحد الأدنى الاجتماعي الملائم والسياسات الساعية إلى ضمان المشاركة المتساوية للأفراد في المجتمع السياسي. وقد يشمل أيضًا حقًا عالميًا في الملكية الخاصة أو ما يشبه ذلك.

## النقد
انتقد دعاة الديمقراطية الليبرالية ديمقراطية امتلاك الملكية على نطاق واسع، وزعموا أن الديمقراطية تتحقق عندما يملك كل فرد حق متساوٍ في التصويت لانتخاب المرشحين الممثلين. وبالتالي، يعود الأمر للدولة فقط في الحفاظ على نظامها السياسي الاقتصادي القائم، لأنها تمثل البنية الاجتماعية التي صوت لها الشعب. وإن رغب الجمهور في القيم والسياسات التي تشكل ديمقراطية امتلاك الملكية، فيمكنهم التصويت لمرشحين يعدون بتحقيق هذه المؤسسات.
بالإضافة إلى ذلك، إذا وصلت الفكرة القائلة إن امتلاك الملكية الإنتاجية يحدد النفوذ السياسي للفرد إلى نهايتها المنطقية، فقد يفرض وجود مجتمع متكافئ حقًا سياسات تتجاوز حدود آليات إعادة التوزيع التي حددها رولز للسماح بتوزيع متساوٍ تمامًا للممتلكات في كامل المجتمع. لذلك تُنتقد لتقليص حرية السعي وراء القيمة الاقتصادية وحيازة الملكية، المتوافق مع فرضية اشتراكية الدولة، المستبعدة بموجب منطق رولز الشخصي.
تعتبر القيمة العالمية لهذا النظام الاجتماعي محدودة أيضًا بسبب تحيزه الخاص تجاه طرق التفكير الغربية، مع تجاهل الاختلافات الثقافية والدينية والفلسفية والاقتصادية التعددية في جميع أنحاء العالم. لذلك، من غير المناسب التأكيد على قيمة هذة البنية السياسية المشحونة أخلاقيًا على جميع المجتمعات السياسية.

### رأسمالية دولة الرفاهية
ينتقد أنصار رأسمالية دولة الرفاهية ديمقراطية امتلاك الملكية بسبب رفضهم المتحرر للغاية لدور الفروق الفردية في المهارة والذكاء والصفات الفسيولوجية في إعطاء نتائج متباينة. يؤدي هذا المنظور إلى تحفيز الأفراد عن طريق الربح لاتخاذ قرارات تتعلق بتنمية رأس المال البشري، وصعوبة التوظيف، والالتزام بالوقت، وقرارات الادخار والإنفاق، فضلًا عن الاستثمار في مساعي ريادة الأعمال. وعندما يتخذ الأفراد قرارات مختلفة لصالحهم، لا يمكن اعتبار ذلك مجرد إعادة توزيع للأرباح والثروة والملكية مكتسب بفضل اتخاذ قراراتهم المستقلة. ومن الأنسب، من منظور رأسمالية دولة الرفاهية، توفير حد اجتماعي أدنى يضمن للأفراد الذين يكافحون لتحويل قدراتهم إلى منافع اقتصادية مستوى معيشيًا أساسيًا، دون إلزامهم بمنحهم ملكية متساوية على ممتلكات إنتاجية لم يكسبوها.

### مبدأ عدم التدخل
تدين منظورات مبدأ عدم التدخل ميل ديمقراطية امتلاك الملكية إلى إهمال أهمية الحافز لضمان اقتصاد منتج. وبقدر ما يُعترف بإنتاج الثروة كنتيجة للنشاط البشري، يُعترف بأن الأفراد ذوي مستويات الثروة وملكية الممتلكات المرتفعة هم الملاك الحقيقيون والعادلون لتلك السلع. ولا يمكن أن يتبع ذلك تحقيق العدالة عن طريق انتزاع تلك الاستحقاقات من أصحابها الشرعيين. وبالتالي، يعمل هدف ديمقراطية امتلاك الملكية، المتمثل في إعادة توزيع هذه الثروة والملكية الإنتاجية على نطاق واسع بين السكان، على تحديد الحافز السوقي للحصول على تلك السلع. وبالتالي يُفترض أن رأسمالية عدم التدخل قد تحسن بشكل أنسب وضع الأشخاص ذوي الدخل المنخفض، لأن تحفيز أصحاب المواهب الأكثر قابلية للتسويق على التفوق سيدفع المجتمع لصالح الجميع.
وينتقد أيضًا قدرة ديمقراطيات امتلاك الملكية على الضمان الأفضل للحريات وتكافؤ الفرص لجميع الأفراد، إذ يسهل سوق عدم التدخل بطبيعة الحال هذه النتائج عن طريق سعي كل فرد وراء مصالحه. إذ يُرجح توظيف الأفراد ذوي التمييزات التعسفية المختلفة، مثل العرق أو الدين أو الجنس، بشكل متساوٍ في شركة تُحفزها السوق الحرة لتوظيف الأفراد الذين يحققون أقصى قدر من العائدات.